# Rheinland-Pfalz-Rundfahrt
Il Rheinland-Pfalz-Rundfahrt (it.: Giro della Renania-Palatinato) era una corsa a tappe di ciclismo su strada maschile che si svolse in Renania-Palatinato, Germania, dal 1966 al 2007 nel mese di maggio. Creata nel 1966, fino al 1995 era riservata ai dilettanti; dal 2005 fece parte del circuito UCI Europe Tour in classe 2.1.

## Albo d'oro
Aggiornato all'edizione 2007.
| Anno | Vincitore            | Secondo               | Terzo                 |
| ---- | -------------------- | --------------------- | --------------------- |
| 1966 | Ortwin Czarnowski    | Eddy Beugels          | Arnold Kloosterman    |
| 1967 | Martin Gombert       | Jürgen Goletz         | Algis Oleknavicius    |
| 1968 | Ortwin Czarnowski    | Harry Jansen          | Horst Maier           |
| 1969 | Fedor den Hertog     | Johannes Knab         | Andreas Troche        |
| 1970 | Karl-Heinz Muddemann | Popke Oosterhof       | Tino Tabak            |
| 1971 | Dieter Koslar        | Algis Oleknavicius    | Hennie Kuiper         |
| 1972 | Karl-Heinz Küster    | Andreas Troche        | Erwin Tischler        |
| 1973 | Peter Weibel         | Erwin Derlick         | Jørgen Emil Hansen    |
| 1974 | Aad van den Hoek     | Klaus-Peter Thaler    | Fons van Katwijk      |
| 1975 | Thorleif Andresen    | Jostein Wilmann       | Frits Schür           |
| 1976 | Mieczysław Nowicki   | Jan Faltyn            | Frits Schür           |
| 1977 | Krzysztof Sujka      | Czesław Lang          | Mieczysław Nowicki    |
| 1978 | Theo de Rooij        | Peter Weibel          | Jo Maas               |
| 1979 | Jostein Wilmann      | Uwe Bolten            | Theo de Rooij         |
| 1980 | Alan Møller          | Dag Erik Pedersen     | Johnny Broers         |
| 1981 | Ladislav Ferebauer   | Jan Jankiewicz        | Alan Møller           |
| 1982 | Helmut Wechselberger | Andrej Vedernikov     | Andreas Petermann     |
| 1983 | Dan Radtke           | Milan Jurco           | Peter Hilse           |
| 1984 | Milan Jurco          | Werner Stauff         | Vladimír Kozárek      |
| 1985 | Olaf Ludwig          | Helmut Wechselberger  | Jiří Škoda            |
| 1986 | Thomas Barth         | Olaf Ludwig           | Atle Kvålsvoll        |
| 1987 | Mario Kummer         | Arvid Tammesalu       | Arno Wohlfahrter      |
| 1988 | Christian Henn       | Roman Kreuziger sr.   | Udo Bölts             |
| 1989 | Joachim Halupczok    | Richard Vivien        | Rolf Aldag            |
| 1990 | Kai Hundertmarck     | Bjørn Stenersen       | Jens Heppner          |
| 1991 | Gerd Audehm          | Erik Dekker           | Zbigniew Spruch       |
| 1992 | Gerd Audehm          | Peter Luttenberger    | Steffen Wesemann      |
| 1993 | Bert Dietz           | Dirk Baldinger        | Roland Meier          |
| 1994 | Cédric Vasseur       | Heiko Latocha         | Lars Kristian Johnsen |
| 1995 | Jörn Reuss           | Svein Gaute Hølestøl  | Jens Voigt            |
| 1996 | Olaf Ludwig          | Michael Blaudzun      | Dariusz Baranowski    |
| 1997 | Dainis Ozols         | Mikael Holst Kyneb    | Andreas Kappes        |
| 1998 | Lance Armstrong      | Mariano Piccoli       | Steffen Kjærgaard     |
| 1999 | Marc Wauters         | Erik Dekker           | Artur Babaitsev       |
| 2000 | Marc Wauters         | Romāns Vainšteins     | Markus Zberg          |
| 2001 | Erik Dekker          | Michael Boogerd       | Mario Aerts           |
| 2002 | Ronny Scholz         | Christian Pfannberger | Christian Werner      |
| 2003 | Daniele Nardello     | Fabian Wegmann        | Axel Merckx           |
| 2004 | Björn Glasner        | Mauricio Ardila       | Ronny Scholz          |
| 2005 | Michael Rich         | Fabian Wegmann        | Stefan Schumacher     |
| 2006 | René Haselbacher     | Pablo Urtasun         | Thomas Ziegler        |
| 2007 | Gerald Ciolek        | Luca Celli            | Johan Coenen          |